# Tabăra Coral: Cu SpongeBob mini-marini
Tabăra Coral: Cu SpongeBob mini-marini (engleză Kamp Koral: SpongeBob's Under Years) este un serial de animație creat de Stephen Hillenburg și dezvoltat de Luke Brookshier, Marc Ceccarelli, Andrew Goodman, Kaz, Mr. Lawrence și Vincent Waller care a avut premiera pe Paramount+ pe 4 martie 2021. Serialul este un spin-off și prequel al serialului de animație SpongeBob Pantaloni Pătrați prezentând versiuni mai tinere ale personajelor frecventând o tabără de vară. În august 2021, serialul a fost reînnoit pentru un al doilea sezon de 13 episoade.
În România, serialul a avut premiera pe Nickelodeon din 8 noiembrie 2021, iar pe Nicktoons din 15 noiembrie 2021.

## Premiză
SpongeBob și prietenii lui petrec vara pescuind meduze, aprinzând focuri de tabără și înotând în Lacul Câh-Mâh în Tabăra Koral, situat în Pădurea de Alge.

## Personaje
- SpongeBob Pantaloni Pătrați
- Patrick Stea
- Sandy Obrăjori
- Pearl Krabs[3]
- Dl Krabs[3]
- Calamar Tentacule
- Gary
- Narlene
- Nobby
- Perch Perkins
- Harvey
- Homarul Larry
- Craig Mammalton
- Mo
- Plankton
- Karen

## Producție
Producția seriei a început în iunie 2019 și va fi animat CG. "SpongeBob are un univers extins incredibil și lumina verde pentru Kamp Koral este un testament al forței și longevității acestor personaje cunoscute și iubite de generații de fani din întreaga lume", a declarat Ramsey Naito, Nickelodeon’s EVP Animation Production and Development. Seria va fi produsă executiv de Vincent Waller și Marc Ceccarelli, care, de asemenea, servesc drept producători executivi ai seriei principale de SpongeBob.

#### Critici
De la anunțul Kamp Koral, Paul Tibbitt (succesorul lui Stephen Hillenburg ca showrunner din 2005-2015) a spus: "Nu mă refer la lipsa de respect față de colegii mei care lucrează la acest serial, sunt oameni buni și artiști talentați. Dar aici sunt câțiva executivi lacomi și leneși, și toți știu bine că Steve ar fi urât asta. Să le fie rușine".

## Dublajul în limba română
Dublajul a fost realizat de studiourile Audio Design Digital Art:
Produs de: Iyuno-SDI Group
- Ernest Fazekas - SpongeBob
- Cătălin Rotaru - Patrick
- Anca Iliese - Sandy
- Petre Lupu - domnul Calamar
- Marin Fagu - domnul instructor Krabs
- Adi Dima - Plankton, alte voci
- Silvia Gâscă - Computer
- Olimpia Mălai - doamna Puff
- Alexandru Robu - Larry
- Nicu Encescu - alte voci
- Andreea Șuilea - alte voci

## Episoade
| N/o          | Titlu român                                   | Titlu englez                        | Premiera în România           | Premiera originală |
| ------------ | --------------------------------------------- | ----------------------------------- | ----------------------------- | ------------------ |
| PRIMUL SEZON |                                               |                                     |                               |                    |
| 1            | Micul pescar de meduze                        | The Jellyfish Kid                   | 15 noiembrie 2021             | 4 martie 2021      |
| 2            | Zahărată                                      | Sugar Squeeze                       | 12 noiembrie 2021             | 4 martie 2021      |
| 2            | Leapșa!                                       | Tag, You're It                      | 11 noiembrie 2021             | 4 martie 2021      |
| 3            | Misiunea Cauciucuri                           | Quest for Tire                      | 8 noiembrie 2021              | 4 martie 2021      |
| 3            | Cabana curiozităților                         | Cabin of Curiosities                | 8 noiembrie 2021              | 4 martie 2021      |
| 4            | Tabăra de nudiști                             | In Search of Camp Noodist           | 9 noiembrie 2021              | 4 martie 2021      |
| 4            | SpongeBob bucătar                             | Kitchen Sponge                      | 10 noiembrie 2021             | 4 martie 2021      |
| 5            | Comoara din Tabăra Koral                      | The Treasure of Kamp Koral          | 17 noiembrie 2021             | 4 martie 2021      |
| 5            | Gary în tabără                                | Camper Gary                         | 16 noiembrie 2021             | 4 martie 2021      |
| 6            | Gustarea de la miezul nopții                  | Midnight Snack Attack               | 19 noiembrie 2021             | 4 martie 2021      |
| 6            | Pearl cea neastâmpărată                       | Hot Pearl-tato                      | 18 noiembrie 2021             | 4 martie 2021      |
| 7            | Ce-i cu Meep?                                 | What About Meep?                    | 25 ianuarie 2022              | 22 iulie 2021      |
| 7            | Pedeapsă grea                                 | Hard Time Out                       | 24 ianuarie 2022              | 22 iulie 2021      |
| 8            | Patrick se scufundă                           | Pat's A Li'l Sinker                 | 27 ianuarie 2022              | 22 iulie 2021      |
| 8            | Tabăra SpongeBob                              | Camp SpongeBob                      | 26 ianuarie 2022              | 22 iulie 2021      |
| 9            | CalaMisery                                    | Squisery                            | 31 ianuarie 2022              | 22 iulie 2021      |
| 9            | Seara jocurilor                               | Game Night                          | 28 ianuarie 2022              | 22 iulie 2021      |
| 10           | Dragul Nobby                                  | My Fair Nobby                       | 2 februarie 2022              | 22 iulie 2021      |
| 10           | Lasă-mă cu știrile!                           | Gimme a News Break                  | 2 februarie 2022              | 22 iulie 2021      |
| 11           | Marele Kraken                                 | Wise Kraken                         | 3 februarie 2022              | 22 iulie 2021      |
| 11           | Schimb de Bigfooți                            | Squatch Swap                        | 3 februarie 2022              | 22 iulie 2021      |
| 12           | Tero-Ho-Ho-Ho-area!                           | The Ho! Ho! Horror!                 | 17 decembrie 2022 (Nicktoons) | 22 iulie 2021      |
| 12           | Dispută explozivă                             | Outhouse Outrage                    | 1 februarie 2022              | 22 iulie 2021      |
| 13           | Ți-e teamă de întuneric?                      | Are You Afraid of the Dork?         | 31 ianuarie 2022 (Nicktoons)  | 22 iulie 2021      |
| 14           | Nu e nevoie de ajutor!                        | Help Not Wanted                     | 30 ianuarie 2023 (Nicktoons)  | 30 septembrie 2022 |
| 14           | Spiritul taberei                              | Camp Spirit                         | 30 ianuarie 2023 (Nicktoons)  | 30 septembrie 2022 |
| 15           | Deal-Fu                                       | Hill-Fu                             | 31 ianuarie 2023 (Nicktoons)  | 30 septembrie 2022 |
| 15           | La soare, la distracție                       | Sun's Out, Fun's Out                | 31 ianuarie 2023 (Nicktoons)  | 30 septembrie 2022 |
| 16           | Primul și ultimul ajutor                      | First and Last Aid                  | 2 februarie 2023 (Nicktoons)  | 30 septembrie 2022 |
| 16           | Noaptea mirosurilor vii                       | Night of the Living Stench          | 1 februarie 2023 (Nicktoons)  | 30 septembrie 2022 |
| 17           | Tabăra Piraților                              | Camp Crossbones                     | 3 februarie 2023 (Nicktoons)  | 30 septembrie 2022 |
| 17           | Viață de meduză                               | The Jelly Life                      | 6 februarie 2023 (Nicktoons)  | 30 septembrie 2022 |
| 18           | Spărgătorii lacurilor                         | Lake Crashers                       | 7 februarie 2023 (Nicktoons)  | 30 septembrie 2022 |
| 18           | Lumina specială Bau                           | Boo Light Special                   | 8 februarie 2023 (Nicktoons)  | 30 septembrie 2022 |
| 19           | Artă cu Calamarul                             | Painting with Squidward             | 23 februarie 2023             | 30 septembrie 2022 |
| 19           | Vacă de tabără                                | Kamp Kow                            | 23 februarie 2023             | 30 septembrie 2022 |
| 20           | Zăpăceală în cabană                           | Helter Shelter                      | 12 iunie 2023                 | 26 mai 2023        |
| 20           | Revoluția                                     | Reveille Revolution                 | 13 iunie 2023                 | 26 mai 2023        |
| 21           | Schimbul de corpuri                           | The Switch Glitch                   | 21 mai 2023                   | 26 mai 2023        |
| 21           | Dăunători spinoși                             | Prickly Pests                       | 14 iunie 2023                 | 26 mai 2023        |
| 22           | Ești mai inteligent decât Cabana Inteligentă? | Are You Smarter than a Smart Cabin? | 15 iunie 2023                 | 26 mai 2023        |
| 22           | Tiranul din adâncuri                          | Deep Sea Despot                     | 16 iunie 2023                 | 26 mai 2023        |
| 23           | Majordomul                                    | RegiHilled                          | 19 iunie 2023                 | 26 mai 2023        |
| 23           | Participantul perfect                         | The Perfect Camper                  | 20 iunie 2023                 | 26 mai 2023        |
| 24           | Atenție la hotdogi!                           | Eye of the Hotdog                   | 21 iunie 2023                 | 26 mai 2023        |
| 24           | Patrick ia tortul                             | Patrick Takes the Cake              | 22 iunie 2023                 | 26 mai 2023        |
| 25           | Gustul înfrângerii                            | The Taste of Defeat                 | 28 august 2023                | 26 mai 2023        |
| 25           | Veverița fricoasă                             | Scaredy Squirrel                    | 29 august 2023                | 26 mai 2023        |
| 26           | Jos pălăria în spațiu                         | Hats Off to Space                   | 30 august 2023                | 26 mai 2023        |
| 26           | Într-o coajă de nucă                          | In a Nut's Shell                    | 31 august 2023                | 26 mai 2023        |
| SEZONUL DOI  |                                               |                                     |                               |                    |
| 27           | Veverița savant țicnit                        | Mad Science Squirrel                | 26 august 2024                | 10 iulie 2024      |
| 27           | Balonașul spart                               | To Pop a Bubble                     | 26 august 2024                | 10 iulie 2024      |
| 28           | Sus pe uscat                                  | High and Dry                        | 27 august 2024                | 10 iulie 2024      |
| 28           | Bărbosul                                      | The Beardsman                       | 27 august 2024                | 10 iulie 2024      |
| 29           | De cinci ori mai distractiv                   | Five Times the Fun                  | 28 august 2024                | 10 iulie 2024      |
| 29           | Fără bani                                     | Low Faultin                         | 28 august 2024                | 10 iulie 2024      |
| 30           | Nebunia alunelor                              | Nut Madness                         | 29 august 2024                | 10 iulie 2024      |
| 30           | Oamenii Sirenă și Băieții Scoică              | Mermaid Men and Barnacle Boys       | 29 august 2024                | 10 iulie 2024      |
| 31           | Povestea celor două Roxie                     | A Tale of Two Roxies                | 30 august 2024                | 10 iulie 2024      |
| 31           | Păsări de noapte                              | Nite Owls                           | 30 august 2024                | 10 iulie 2024      |
| 32           | Ai grijă la monștri!                          | Calling Some Monsters               | 2 septembrie 2024             | 10 iulie 2024      |
| 32           | Ia asta                                       | Dig This                            | 3 septembrie 2024             | 10 iulie 2024      |
| 33           | Intrare prin efracție pe dos                  | Un-Breaking and De-Entering         | 4 septembrie 2024             | 10 iulie 2024      |
| 33           | Blocați la înot                               | Swimmin' Holed                      | 5 septembrie 2024             | 10 iulie 2024      |
| 34           | Klownul Krabsy                                | Krabsy the Klown                    | 6 septembrie 2024             | 10 iulie 2024      |
| 34           | Stăpânii ARIR                                 | Lords of the LARP                   | 9 septembrie 2024             | 10 iulie 2024      |
| 35           | Mascota taberei                               | Mascot Mayhem                       | 10 septembrie 2024            | 10 iulie 2024      |
| 35           | Lovește mingea sau taci!                      | Putt Up or Shut Up                  | 11 septembrie 2024            | 10 iulie 2024      |
| 36           | Cine se plânge?                               | Who's Complaining?                  | 12 septembrie 2024            | 10 iulie 2024      |
| 36           | Steaua lui Patrick                            | Patrick's Star                      | 13 septembrie 2024            | 10 iulie 2024      |
| 37           | Ca-n vestul sălbatic                          | A Finful of Sand Dollars            | 16 septembrie 2024            | 10 iulie 2024      |
| 37           | Creaturile nopții                             | Cretins of the Night                | 17 septembrie 2024            | 10 iulie 2024      |
| 38           | Costumul potrivit                             | The Suit Suits You                  | 18 septembrie 2024            | 10 iulie 2024      |
| 38           | Prieteni paraziți                             | Parasite Pals                       | 19 septembrie 2024            | 10 iulie 2024      |
| 39           | Sfârșitul zăpăcelii de vară                   | End of Summer Daze                  | 20 septembrie 2024            | 10 iulie 2024      |

## Legături externe
- Tabăra Coral: Cu SpongeBob mini-marini la Internet Movie Database